# 밴디트 퀸
밴디트 퀸(Bandit Queen)은 영국에서 제작된 세자르 카푸르 감독의 1994년 영화이다. 심마 비스워스 등이 주연으로 출연하였다.

## 출연

### 주연
- 심마 비스워스

### 조연
- 아누팜 시암

## 제작진
- 미술: 이브 마브라키스
- 의상: 돌리 아흘루왈리아